# Szélfurulya
A szélfurulya népi fúvós hangszer, hangképző nyílásokkal ellátott peremfurulya. Hasonló a kis hatlyukú furulyához, de azzal ellentétben dugó nélküli, mindkét végén nyitott cső.

## Felépítése
Ebből a hangszerfajtából csak egyetlen példányt sikerült leírni az 1960-as években, ennek gazdája egy 1884-ben született bukovinai székely. Hangszere sárgaréz csőből készült, de az adatközlő eredetileg bodzából készített szélfurulyát. Elkészítési módja ebben az esetben megfelel a furulyáénak, azzal a különbséggel, hogy a szélhasító nyílás és a dugó elmarad, ehelyett a cső peremét – a tilinkóhoz hasonló módon – a megfújás felőli végén kívülről befelé körbefaragják, kúpszerűen mintegy kiélesítik, hogy szélhasító ékként szolgáljon.
A cső belső átmérője 10 mm körüli. A hat hanglyuk közül a legalsó a hangszer végétől egy hüvelyknyire van, egymás közti távolságuk egy-egy mutatóujjnyi. A legfelső hanglyuk egy „hüvelykes tenyér” távolságra van a cső felső végétől.

## Megszólaltatása
A szélfurulya az ajaksípos hangszerek, ezen belül a peremfurulyák családjába tartozik. Megszólaltatáskor a közönséges furulyához látszólag hasonlóan, de kicsit enyhén ferde irányban jobbra tartják. A játékos a hangszer csövének végét a száj közepétől kissé jobbra, nagyjából a kerülete háromnegyedével ajkaihoz támasztja, úgy fújja rá a levegőt. A levegősugár a szemközti peremnek ütközve légörvényeket, peremhangot kelt, amely – más fúvós hangszerekhez hasonlóan – a cső levegőoszlopának sajátrezgéseit gerjeszti.
A vizsgált hangszeren készítője d'' alapú dúr hangsort játszott két oktáv hangterjedelemben, de a hangokat a megfúvás módjának változtatásával jelentősen mélyíteni tudta. Ujjrendje ugyanaz, mint a közönséges hatlyukú furulyáé, és a játéktechnika is – a megszólaltatás módjától eltekintve – azonos, de hangja valamivel élesebb amannál.
A 20. század elején a bukovinai Hadikfalván ezt a hangszert használták a dugós furulya szerepkörében, két hegedű és egy ütőgardon mellett a falubeli parasztbandában is helyet kapott. Észak-Moldovában a szélfurulya román megfelelője, a fluier moldovenesc szintén részt vett a félhivatásos falusi hangszeres zenélésben. Kobzával, vagy ezen kívül még hegedűvel játszott együtt.